# Xenelaphis
Xenelaphis är ett släkte av ormar. Xenelaphis ingår i familjen snokar.
Arterna är med en längd av 2 meter eller lite längre stora ormar. De förekommer i Thailand, på Malackahalvön, Borneo och Java. Individerna lever i träskmarker och vistas ofta i vattnet. De jagar främst groddjur. Honor lägger ägg.
Arter enligt Catalogue of Life:
- Xenelaphis ellipsifer
- Xenelaphis hexagonotus